# Tramway Artois-Gohelle
 (décembre 2013).
Le Tramway Artois-Gohelle (également connu sous les noms de Tramway du bassin minier, Tramway de Lens et Tramway de Béthune) était un projet de deux lignes de tramway avec le même exploitant et le même matériel roulant. Il devait remplacer les lignes « buLLe » du réseau Tadao.
Les deux lignes de tramway devaient relier Béthune, Bruay-la-Buissière et Beuvry d'une part et Liévin, Lens, Hénin-Beaumont d'autre part.
Le projet est finalement abandonné en 2013 au profit d'un BHNS.

## Histoire

### Chronologie
- Le 13 juin 2008 : décision du SMT de réaliser 2 lignes de tramway
- Du 15 avril au 19 juin 2009 : 1re concertation préalable
- Du 25 octobre au 30 novembre 2010 : 2e concertation préalable
- 2009 /  2011 : études préliminaires
- 2013 : le projet est abandonné au profit d'un projet de BHNS[1].

### Présentation et ratification
En 2006, deux axes structurants ont été retenus pour un transport en commun en site propre entre Béthune et Bruay-la-Buissière et entre Liévin et Hénin-Beaumont.
Le vendredi 13 juin 2008, le syndicat mixte des transports (autorité organisatrice de transport de Lens-Hénin-Béthune-Nœux) présente, dans la salle du conseil d'Hénin-Carvin à Hénin-Beaumont, le projet de création d'un tramway reliant cette dernière et Liévin d'une part, Béthune et Bruay-Labuissière d'autre part. Le comité syndical composé de représentants des quatre communautés concernées (Artois-Comm., Lens-Liévin, Hénin-Carvin et celle de Nœux) a approuvé la délibération décidant la réalisation des deux lignes. En parallèle, le tramway de Valenciennes est lancé, en revanche, le BHNS de Douai, accuse deux ans de retards.
Jean-Luc Wery, président du syndicat mixte des transports (SMT) qui présidait le conseil explique que « plusieurs options étaient envisageables : les trolleybus, les bus, les tramways à pneus et les trawmays-fer. C'est ce dernier choix que nous souhaitons faire passer ». Le tramway-fer est choisi pour sa dimension structurante pour le territoire et aussi ses possibilités d'évolutions.
Le débat a surtout porté sur les modalités du projet. Les maires des communes un peu plus rurales craignaient que le tramway fasse un clivage entre les villes possédant le tramway et les autres un peu plus en retrait. Jean-Luc Wery enleva cette crainte en expliquant qu'il n'y aura pas un réseau TADAO à deux vitesses et que les bus "économisés" parce que remplacés par le tramway seraient redistribués ailleurs sur le réseau. Les communes desservies sur les axes ne veulent surtout pas voir uniquement le tramway passer dans leur ville, elles voient aussi une arrivée d'un développement économique et pourquoi pas se servir du tramway comme une vitrine.
Ce sont les Verts qui sont les plus satisfaits, ils veulent même sensibiliser les riverains sur les possibilités d'utiliser les moyens de déplacement doux comme le vélo ou la marche à pied pour rejoindre les stations de tramway.

### Concertation préalable
Les deux phases de concertation préalable ont eu lieu du 15 avril jusqu'au 19 juin 2009 et du 25 octobre au 30 novembre 2010.
Une série de réunions publiques de concertation ont été organisées par le Syndicat mixte des transports Artois-Gohelle, dans les communes du tracé pour informer les citoyens sur le projet et permettre à chacun d’exprimer son point de vue.

### Projet du tramway
Sur l'axe Lens - Hénin le choix du tracé quasi-définitif a été arrêté en avril 2011, (dossier de référence de la ligne LLHB)
Les deux lignes devaient être réalisées en même temps et totaliser 37 km. Les travaux devaient débuter fin 2011, pour une mise en service début 2014.
Les lignes du tramway devaient être construites, et ce en vue d'une ouverture en 2014.
La fréquentation attendue pour les deux lignes de tramway était d'environ 48 000 voyageurs par jour (10 ans après sa mise en service).

## Lignes

### Axe 1: ligne Liévin-Noyelles-Godault
La ligne devait desservir le centre-ville de Liévin, le stade couvert de Liévin, la gare SNCF de Lens, le stade Félix-Bollaert, le Louvre-Lens, Hénin-Beaumont et le centre commercial de Noyelles-Godault.
Elle devait traverser successivement les villes de Liévin, Lens, Sallaumines, Noyelles-sous-Lens, Fouquières-lès-Lens, Billy-Montigny, Montigny-en-Gohelle, Hénin-Beaumont et Noyelles-Godault, soit un total de 144 200 habitants.
La ligne aurait fait 20,8 km, avec 30 stations pour 27 000 voyageurs par jour.

### Axe 2: ligne Beuvry-Bruay-la-Buissière
La ligne devait desservir le centre hospitalier, le pôle universitaire, la gare, le Mont-Liébaut, la Porte Nord, le centre-ville de Bruay-la-Buissière et ses quartiers Sud, puis la gare SNCF de Béthune, le secteur de la gare et des Provinces servira de pôle d’échange.
L'atelier de maintenance pouvait être édifié sur la zone du Bois Carré.
La ligne aurait fait 17,4 km et transporté 22 000 voyageurs par jour. Dans un rayon de 500 mètres, on compte 1 600 habitants/km et 700 scolaires et étudiants/km.
La chambre de commerce et d'industrie de Béthune n'approuve pas ce trajet car, selon elle, la liaison entre Béthune et Bruay-la-Buissière ne représenterait que 822 voyageurs par jour, et qu'il serait « totalement surréaliste » que grâce au tramway, on passe à 23 000 voyageurs par jour. Toujours selon la CCI, il faudrait d'abord relier Béthune à Lille et à Lens avant de la relier à Bruay-la-Buissière.
À cela, le SMT répond que la fréquentation annoncée par la CCI ne compte que la fréquentation de la ligne BuLLe, qui n'est en soi, qu'une partie du futur tracé du tramway. Si l'on additionne la fréquentation de toutes les lignes actuellement sur ce tracé, nous arrivons au chiffre de 3 000 voyages par jour. De plus, le mode de calcul qui a été employé est le même que celui qui a été utilisé dans les autres agglomérations françaises. Et si ce calcul nous laisse espérer une multiplication par sept de la fréquentation, l'expérience montre que partout en France ces estimations ont été dépassées. Dernier point, l'offre de transport public sur notre territoire n'étant que de 14 km par habitant contre 28 km par habitant sur le plan national, la marge de progression est immense.

### Extensions
Ce projet n'est que la première phase de la réorganisation des transports au sein du périmètre du SMT. D'autres études seront menées à l'avenir pour des prolongations vers d'autres communes ou pour la liaison entre les deux lignes.
Pour le tronçon de Béthune, des prolongations sont envisagées en direction d’Haillicourt et Houdain. Enfin, mais dans un second temps, la ligne pourrait être prolongée jusqu’à Auchel. Les deux lignes pourraient à terme être prolongées jusqu'à Bruay-la-Buissière, en empruntant l'ancienne voie ferrée Bully-Bruay actuellement à l'abandon.

## Financement

### Général
Pour la construction des deux lignes, l'investissement du projet était évalué à 657 M€ HT pour toutes les opérations. Pour le financement de ce projet, le contrat de projets État-région ramène 20 millions d'euros ; le conseil régional Nord-Pas-de-Calais paye 150 millions d'euros ; les communautés d'agglomération ; certains opérateurs divers comme EDF, GDF fourniront 70 millions d'euros ; les fonds européen de développement régional (FEDER) donnera 0,4 million d'euros ; un prêt de 5 % sur trente ans sera également consenti et enfin le versement transport complétera la somme demandée. Les coûts de fonctionnement s'établissent à 15 M€ par an, les rentrées du versement transport, qui a augmenté, ramèneront 50 millions au lieu de 30 millions actuellement et enfin les recettes rempliront leur fonction pour complémenter.
L'argent sera réparti ainsi :
- 25 % aux systèmes ;
- 21 % pour les infrastructures ;
- 20 % pour les matérieux roulants ;
- 11 % pour la déviation des réseaux ;
- 9 % d'ingénierie ;
- 8 % pour le centre de maintenance ;
- 6 % pour les opérations d'accompagnement des commerçants.

### Le versement transport
Avec l'arrivée du tramway, comme la très grande majorité des agglomérations dans son cas, le 13 juin 2008, le syndicat mixte des transports (SMT) a décidé d'augmenter la taxe de versement transport de 1,05 % à 1,8 %, ce qui a provoqué la colère chez les entreprises. Léonce-Michel Déprez, président de la CCI de l'Artois montre du doigt le fait que rien n'a été expliqué aux chefs d'entreprises et que le SMT a été autoritaire. Certaines entreprises craignent de mettre la clef sous la porte, d'autres pensent plutôt qu'il va falloir délocaliser.
Didier Blanchard, directeur général de la Française de Mécanique, Élie Buscot, président du MEDEF Artois ainsi que Jean-Marc Devise ont exprimé leur désaccord avec l'application de cette taxe. Le directeur de la Française de Mécanique a également ajouté qu'il estimait le surcoût à 1 million d'euros chaque année. Cette taxe est devenue plus que politique car après l'allocution du directeur de la Française de Mécanique, la CGT de la même entreprise a lancé un communiqué disant que « la Française de Mécanique, entre 2002 et 2005, a bénéficié de 7,5 millions d'euros d'exonérations de charges sociales » et « que la taxe professionnelle payée par PSA sur ses sites industriels (dont la Française de Mécanique) a baissé de 33 % passant de 112 à 75 millions de 2006 à 2007 ».
À ces mots, Jean-Luc Wery répondit que la CCI de Lens a été informée dès 2005 tandis que celle de Béthune a reçu la nouvelle un an plus tard, en 2006. Le 13 mai 2008, les CCI ont reçu un courrier disant que la taxe du versement transport allait augmenter. À la date du 13 juin, aucune remarque ne s'est fait entendre, tandis que juste après les CCI changent de cap et protestent contre cette augmentation. Celles-ci, après une réunion le 7 juillet, demandent une augmentation de 1,05 % à 1,30 % au 1er janvier 2009 et ensuite de 1,30 % à 1,75 % à la mise en route des lignes, c'est-à-dire en 2013. Mais David Maubert, directeur du SMT en place, précisa que cela ne sera pas possible puisqu'il faudra encore s'endetter de 150 millions d'euros.